# Суґавара но Кійотомо
Суґавара но Кійотомо (770 — 26 листопада 842) — середньовічний японський державний діяч, літературознавець, реформатор освіти періоду Хейан. відомий також як Суґавара но Кійоґімі і Суґавара но Кійотада.

## Життєпис
Походив зі шляхетського роду Суґавара. Син Хайдзі но Фурухіто, заступника губернатора провінції Тотомі. 781 року батько отримавнове прізвище — Суґавара. Народився Кійотомо 770 року. Здобув гарну освіту в кідендо (з 776 року), виявивши хист до китайської мови та поезії. На початку 780-х років працював помічником радника губернатора провінції Міно. 785 року успішно склав іспити для державних службовців, написавши тайсаку (на кшталт дисертації). Того ж року зараховано до Палати науки і освіти (Дайгаку-рьо) на посаду помічника інструктора. 789 року стає радником камі (губернатора) провінції Омі. Згодом отримав старший шостий ранг.
804 року увійшов до складу японського посольства до Китаю, де тоді панувала династія Тан. В столиці останньої — Чан'ань — вдосконалював свої знання в різних галузях, насамперед в державному управлінні, організації освітніх закладів, ознайомився з системою державних іспитів. По поверненню 805 року на батьківщину отримав молодший п'ятий ранг та посаду заступника Палати освіти і науки. 806 року стає заступником камі провінції Оварі.
812 року очолив Дайгаку. На цій посаді запроваджував китайські форми управління в освіти Японії та прагнув реформувати заклади освіти та систему іспитів за китайським зразком. Протягом 814 року послідовно призначається усьоденом (другим помічником Правого головного ревизора), сасьоденом (другим помічником Лівого головного ревизора), молодшим помічником міністра церемоній. 816 року стає камі провінції Ава. 819 року отримав ранг в Дайгаку — мандзьо-хакасе (професора письма). 821 року досяг молодшого четвертого рангу.
823 року очолив Палату цензорів (дандзьодай), 824 року — провінцію Харіма та управління лівої частини столиці, 831 року — державну інспекцію Кагеюсі, отримавши старший четвертий ранг. Ще у 824 року отримавранг професора класичного китайського письменства (мйогьо-хакасе). 834 року був тимчасовим губернатором провінції Сеццу й водночас увійшов до складу нового посольства до династії Тан, а 835 року призначено камі провінції Тадзіма. 835 року пішов з посади очільника Дайгаку.
839 року отримав молодший третій ранг та отримав від імператора Німмьо право в'їзду до палацу на паланкині, що запряжено волами. Помер 842 року.

## Творчість
814 року разом з Оно но Мінеморі займався упорядкувався поетичної антології «Рйоун-сю».